# Kościół św. Jadwigi Śląskiej w Opolu
Kościół św. Jadwigi Śląskiej (seminaryjno-akademicki) – rzymskokatolicki kościół filialny położony przy ulicy Wojciecha Drzymały w Opolu. Kościół należy do Parafii Świętych Apostołów Piotra i Pawła w Opolu w dekanacie Opole, diecezji opolskiej.

## Historia kościoła
6 listopada 1999 roku nuncjusz apostolski, ksiądz arcybiskup Józef Kowalczyk, dokonał wmurowania kamienia węgielnego pod budowę nowego kościoła. Świątynia została konsekrowana 8 maja 2000 roku przez ordynariusza opolskiego ks. arcybiskupa Alfonsa Nossola.
Kościół seminaryjno-akademicki, służy alumnom Wyższego Seminarium Duchownego w Opolu diecezji gliwickiej i opolskiej, studentom Wydziału Teologicznego Uniwersytetu Opolskiego oraz całej społeczności akademickiej miasta Opola. Pod kościołem usytuowano pomieszczenia dla duszpasterstwa akademickiego, a nad świątynią znajduje się aula magna na ok. 600 miejsc siedzących. 11 stycznia 2014 roku odbyły się tu święcenia biskupie Rudolfa Pierskały, biskupa pomocniczego diecezji opolskiej, a 10 grudnia 2022 roku – sakrę biskupią przyjął tu Waldemar Musioł, biskup pomocniczy diecezji opolskiej.

## Organy
Organy wybudowała firma Orgelbau Weise na początku lat 70. XX wieku. Zostały sprowadzone z Niemiec w 2006 r. za pośrednictwem prof. Martina Kellhubera. Wcześniej służyły jako instrument dydaktyczny w Uniwersytecie Katolickiej Muzyki Kościelnej w Ratyzbonie. Organy nie miały prospektu, a jedynie rodzaj drewnianej, ażurowej obudowy. Ich demontaż odbył się w dniach 18-20 lipca 2006 roku. Translokacji dokonał organmistrz Henryk Hober z Olesna. Po sprowadzeniu instrumentu do Opola otrzymał on nową szafę. Prospekt organów został zaprojektowany przez ks. Grzegorza Poźniaka z konsultacją ks. Franciszka Koeniga. Część piszczałek wykonana jest z miedzi. Kilka lat po sprowadzeniu organmistrz odbudował sekcję „auxiliaire", która została najprawdopodobniej zdemontowana już w latach 80 w Niemczech. Instrument posiada wiatrownice stożkowe i upustowe.
Dyspozycja instrumentu:
| Manuał I              | Manuał II            |                 | Pedał                 |
|                       |                      | Auxiliaire      |                       |
| --------------------- | -------------------- | --------------- | --------------------- |
| 1. Rohrflöte 8'       | 1. Spitzflöte 8'     | 1. Principal 8' | 1. Subbass 16'        |
| 2. Viola d'amore 8'   | 2. Undamaris 8'      | 2. Gedeckt 8'   | 2. Zartbass 16'       |
| 3. Prinzipal 8'       | 3. Quintatön 8'      | 3. Octave 2'    | 3. Zartflöte 8'       |
| 4. Liebl. Gedeckt 16' | 4. Bourdon 8'        | 4. Acuta 3 fach | 4. Oktavbass 8'       |
| 5. Oktav 4'           | 5. Blockflöte 4'     | 5. Trompete 8'  | 5. Oktav 4'           |
| 6. Mixtur 3-4 f. 1'   | 6. Rohrquinte 2 1/3' |                 | 6. Stille Pousane 16' |
|                       | 7. Gemshörnlein 2'   |                 |                       |
|                       | 8. Terz 1 3/5'       |                 |                       |
|                       | 9. Sifflöte 1'       |                 |                       |
|                       | 10. Kopfregal 8'     |                 |                       |

## Dzwony
Na dzwonnicy kościoła wisi pięć dzwonów.
|   | Imię                      | Waga        | Ton    | Średnica | Rok odlania | Odlewnia                           |
| - | ------------------------- | ----------- | ------ | -------- | ----------- | ---------------------------------- |
| 5 | św. Marcin                | ok. 150 kg  | e" (+) | 61 cm    | 2000        | Ludwisarnia Felczyńskich, Taciszów |
| 4 | św. Klemens, św. Augustyn | ok. 350 kg  | h' (+) | 84 cm    | 2000        | Ludwisarnia Felczyńskich, Taciszów |
| 3 | św. Anna, Maryja          | ok. 550 kg  | a' (+) | 94,5 cm  | 2000        | Ludwisarnia Felczyńskich, Taciszów |
| 2 | św. Jadwiga               | ok. 750 kg  | g' (+) | 105,5 cm | 2000        | Ludwisarnia Felczyńskich, Taciszów |
| 1 | św. Alfons                | ok. 1200 kg | e' (+) | 124,5 cm | 2000        | Ludwisarnia Felczyńskich, Taciszów |